# Laird Koenig
Pour les articles homonymes, voir Koenig.
Œuvres principales
- Attention, les enfants regardent (1970)
- Soleil rouge (1971)
- La Petite Fille au bout du chemin (1973)

Laird Kœnig, né le 24 septembre 1927 à Seattle dans l'État de Washington et mort le 30 juin 2023 à Santa Barbara en Californie, est un écrivain et scénariste américain, auteur de roman policier.

## Biographie
Né à Seattle, Laird Kœnig y passe son enfance. Il entame des études de lettres et de psychologie à l'Université de l'État de Washington. Après avoir passé quelque temps dans l'armée, il travaille à New York dans la publicité. Il commence sa carrière d'écrivain comme co-scénariste de séries télévisées : Flipper le dauphin (1964-1967, sept épisodes) et Le Grand Chaparral (un épisode, 1970). Sa pièce de théâtre The Dozens jouée à Broadway en 1969 a comme interprètes principaux Morgan Freeman et Paula Kelly.
À partir de 1970, il mène de front une carrière de scénariste pour le cinéma et une carrière de romancier.
Au cinéma, il collabore à l'écriture du scénario de Soleil rouge (1971), film réalisé par Terence Young. Laird Koenig retrouvera ce réalisateur pour deux autres films : Liés par le sang (1979) avec Audrey Hepburn et Inchon (1981), avec Laurence Olivier et Jacqueline Bisset. Pour ce dernier film, il obtiendra avec son coscénariste Robin Moore le Golden Raspberry du pire scénario. Il collabore en 1975 à l'écriture du scénario de La Baby-Sitter, dernier film de René Clément, avec Mark Peploe, Nicola Badalucco, Peter L. Dixon et Luciano Vincenzoni.
En 1970, il publie son premier roman, Attention, les enfants regardent, en collaboration avec Peter L. Dixon. Ce roman est adapté au cinéma en 1978 avec Alain Delon. Son deuxième roman, La Petite Fille au bout du chemin (1973), est porté au cinéma en 1976 par le réalisateur suisse Nicolas Gessner. Jodie Foster, âgée de quatorze ans, tient dans ce film le premier rôle aux côtés de Mort Shuman et Martin Sheen. Laird Kœnig signe la propre adaptation de son roman. En 1997, il tire une pièce de théâtre de son roman. Suivront d’autres romans à succès : La Porte en face, Les Îles du refuge, Labyrinth Hotel (adapté en 1986 par Laird Kœnig pour la télévision, sous le titre Rapt). En 1979, des producteurs proposent à Louis Malle d'adapter La Porte en face (The Neighbor). Le film ne se fera pas. Le réalisateur préfère tourner une histoire originale, ce sera Atlantic City. Ce roman sera finalement adapté en 1982 par Max Fischer avec Irene Cara, sous le titre Killing 'em Softly. En 1989, Laird Koenig retrouve le réalisateur Nicolas Gessner pour le film Tennessee Nights.
Son dernier roman, The Morning Sun (paru en 2012) n'a pas encore été traduit en France. Il raconte la suite de Madame Butterfly en s'intéressant à l'enfant de Cio-Cio San et du lieutenant Pinkerton.  Au cours des dernières années, sa passion l'a amené au Japon de nombreuses fois.

## Réception et thématiques
Salué dès ses débuts - Attention, les enfants regardent obtient en 1972 le Grand prix de littérature policière - , Laird Kœnig a fait graviter l’essentiel de son œuvre autour d’un univers à part, celui de l’enfance. Enfants kidnappés, victimes d’un gourou ou d’un maniaque, meurtriers par amour, ses héros trouvent grâce aux yeux du lecteur qui ne peut qu’adhérer à cette violence enfantine, espérer le salut de ces criminels malgré eux… Que ce soit sur les côtes désolées de Cornouailles, à Long Island, dans le Japon de la Seconde Guerre mondiale ou au cœur de New York, les héros de Laird Kœnig luttent contre un destin hostile. L'auteur bouleverse les valeurs morales du lecteur.

### Romans
- The Children are Watching (thriller, coécrit avec Peter L. Dixon), 1970 (Grand prix de littérature policière 1972) Traduit en français sous le titre Attention, les enfants regardent (traduction de Claude Mourthé), Hachette, 1972, réédition Hachette, 1978 ; réédition, LGF, coll. Le Livre de Poche no 7417, 1984 ; réédition dans Laird Kœnig-1, Éd. du Masque, coll. Les Intégrales du Masque, 1995, p. 11-181.
- The Little Girl Who Lives Down the Lane (thriller), 1973 Traduit en français sous le titre La Petite Fille au bout du chemin (trad. France-Marie Watkins), Hachette, coll. Thrillers no 20, 1974 ; réédition, Hachette, 1976 ; LGF, coll. Le Livre de Poche no 7405, 1977 (1983, 1992) ; réédition, Hachette, coll. Bibliothèque Hachette, 1984 ; réédition dans Laird Kœnig-1, Éd. du Masque, coll. Les Intégrales du Masque, 1995, p. 183-362.
- The Neighbour (thriller), 1978 Traduit en français sous le titre La Porte en face (trad. Guy Le Clec’h), Librairie des Champs-Élysées, 1977 ; réédition, LGF, coll. Le Livre de Poche no 7427, 1979 ; réédition dans Laird Kœnig-1, Éd. du Masque, coll. Les Intégrales du Masque, 1995, p. 363-575. Ce roman est d'abord publié dans sa traduction française avant de paraître quelques mois plus tard dans l'édition originale anglaise.
- Islands (thriller), 1980 Traduit en français sous le titre Les Îles du refuge (trad. Claude Yelnick), Librairie des Champs-Élysées, 1979 ; réédition, LGF, coll. Le Livre de Poche no 7454, série Thriller, 1981 ; réédition dans Laird Kœnig-1, Éd. du Masque, coll. Les Intégrales du Masque, novembre 1995, p. 577-763. Ce roman est d'abord publié dans sa traduction française avant de paraître quelques mois plus tard dans l'édition originale anglaise.
- Rockabye (thriller), 1981 Traduit en français sous le titre Labyrinth Hôtel (trad. Claude Yelnick), Librairie des Champs-Élysées, 1981 ; LGF, coll. Le Livre de Poche no 7460, série Thriller, 1982 ; réédition dans Laird Kœnig-2, Éd. du Masque, coll. Les Intégrales du Masque, novembre 1996, p. 11-226.
- The Disciple (roman fantastique), 1983 Traduit en français sous le titre Le Disciple (trad. Véronique David-Marescot), J’ai Lu, coll. Épouvante no 1965, 1986 ; réédition dans Laird Kœnig-2, Éd. du Masque, coll. Les Intégrales du Masque, 1996, p. 227-424.
- The Sea Wife (thriller), 1986 Traduit en français sous le titre La Maison au bout de la mer (trad. Claude Mourthé), La Table Ronde, 1985 ; réédition, Gallimard, coll. Folio no 1843, 1987 ; réédition, Maxi-Livres, 1995 ; réédition dans Laird Kœnig-2, Éd. du Masque, coll. Les Intégrales du Masque, 1996, p. 425-660.
- Rising Sun (roman historique), 1986 Traduit en français sous le titre Soleil levant (trad. Claude Mourthé et Anny Mourthé), La Table Ronde, 1986 ; dans Laird Kœnig-2, Éd. du Masque, coll. Les Intégrales du Masque, 1996, p. 661-920.
- Morning Sun : The Story of Madam Butterfly's Boy (Prospecta Press, 2012)

### Recueils sans équivalents en langue anglaise
- Laird Kœnig, vol. 1 (comprend 4 romans : Attention, les enfants regardent – La Petite Fille au bout du chemin – La Porte en face – Les Îles du refuge). Paris : Éd. du Masque, coll. "Les Intégrales du Masque", 1995, ill. de couv. : Jean Mascii, 782 p. NB : présentation par Alexandre Fillon p. 7-10.
- Laird Kœnig, vol. 2 (comprend 4 romans : Labyrinth hotel – Le Disciple – La Maison au bout de la mer – Soleil levant). Paris : Éd. du Masque, coll. Les Intégrales du Masque, 1996, ill. de couv. : Garin Baker / SIS. NB : présentation par Alexandre Fillon p. 7-9.

### Théâtre
- The Dozens. New York : Dramatist's Play Service, 1969, 60 p.  (ISBN 0-8222-0325-1)
- The Little Girl Who Lives Down the Lane. New York : Dramatist's Play Service, 1997,  (ISBN 0-8222-1571-3)

## Filmographie

### En qualité de scénariste
Au cinéma
- 1966 : The Cat, film américain de Ellis Kadison, avec Roger Perry et Peggy Ann Garner
- 1971 : Soleil rouge (Red Sun), film franco-italo-espagnol de Terence Young, avec Charles Bronson, Toshirô Mifune et Alain Delon. Il existe une novélisation du scénario : Soleil rouge (Red Sun, 1972) de William Terry.
- 1975 : La Baby-Sitter, film franco-germano-italien de René Clément, avec Maria Schneider.
- 1976 : La Petite Fille au bout du chemin (The Little Girl Who Lives Down the Lane), film franco-canadien de Nicolas Gessner, avec Jodie Foster, Martin Sheen et Alexis Smith, d'après son propre roman.
- 1979 : Liés par le sang (Bloodline), film américano-allemand de Terence Young, avec Audrey Hepburn, Ben Gazzara, James Mason et Romy Schneider, d'après le roman Les Affaires de famille (Bloodline, 1977) de Sidney Sheldon.
- 1981 : Inchon, film américano-sud-coréen de Terence Young, avec Laurence Olivier, Ben Gazzara, Jacqueline Bisset et Toshirô Mifune, coscénarisé avec Robin Moore d'après une histoire de Robin Moore et Paul Savage.
- 1989 : Tennessee Nights, film suisse-allemand de Nicolas Gessner, avec Julian Sands, Stacey Dash et Ed Lauter, d'après le roman Minnie oder Ein Fall von Geringfügigkeit de Hans Werner Kettenbach.

À la télévision
- 1964-1967 : Flipper le dauphin (7 épisodes) : Monsieur Marvello ; Le Piège à langoustes ; Le Duel d'alligators ; La Sardine la plus chère du monde ; Les dauphins ne dorment pas ; La Ligne de tir (en 2 parties).
- 1970 : Le Grand Chaparral (The High Chaparral) : 91e épisode Pale Warrior (4e saison). Coscénaristes : Peter L. Dixon et Don Balluck. Réalisation Joseph Pevney.
- 1987 : Stillwatch, téléfilm américain de Rod Holcomb, avec Lynda Carter, Angie Dickinson et Don Murray, d'après le roman Le Démon du passé (Stillwatch, 1984) de Mary Higgins Clark.
- 1989 : Si Dieu le veut (The Fulfillment of Mary Gray), téléfilm américain de Piers Haggard, avec Cheryl Ladd, Ted Levine et Lewis Smith, d'après le roman The Fulfillment (1979) de LaVyrle Spencer.
- 1992 : Lady Against the Odds, téléfilm américain de Bradford May, avec Crystal Bernard, Annabeth Gish et Rob Estes, d'après le roman The Hand in the Glove (1937) de Rex Stout.

### En qualité d'auteur adapté
Au cinéma
- 1976 : La Petite Fille au bout du chemin (The Little Girl Who Lives Down the Lane), film franco-canadien de Nicolas Gessner, avec Jodie Foster, Martin Sheen et Alexis Smith.
- 1978 : Attention, les enfants regardent, film français de Serge Leroy, avec Alain Delon, Sophie Renoir et Richard Constantini.
- 1982 : Killing 'em Softly, film canadien de Max Fischer, avec Nicholas Campbell, Irene Cara et Barbara Cook, d'après le roman La Porte en face.

À la télévision
- 1986 : Rapt (Rockabye), téléfilm américain de Richard Michaels, avec Valerie Bertinelli, Rachel Ticotin et Jason Alexander, d'après le roman Labyrinth Hotel.

## Théâtrographie
- 1993-1994 : La Petite Fille au bout du chemin, de Laird Koenig, mise en scène de Marie-Claude Morland. Compagnie Le Théâtre du Trèfle (Poitiers). Comédiens : Bertrand Farge, Julie Sicard. Représentations : du 9 juillet au 1er août 1993, Roseau Théâtre (Avignon).

## Prix
- Grand prix de littérature policière 1972 pour Attention, les enfants regardent[6]